# گمینا ایزابلین
گمینا ایزابلین (به لهستانی:  Gmina Izabelin) یک گمینا در لهستان است که در شهرستان وارساف وست واقع شده‌است. گمینا ایزابلین ۶۴٫۹۸ کیلومتر مربع مساحت و ۱۰٬۵۲۳ نفر جمعیت دارد.